# Vương quốc La Mã
Vương quốc La Mã, còn được gọi là chế độ quân chủ La Mã, hoặc là Thời kỳ vương quyền của La Mã cổ đại, là kỷ nguyên mở đầu của lịch sử La Mã, khi thành phố và vùng lãnh thổ của nó được cai trị bởi các vị vua.
Không có nhiều điều được biết đến về lịch sử của vương quốc này, vì không có các ghi chép và chỉ có một số ít các bản khắc đá từ thời kỳ của các vị vua còn tồn tại, và các ghi chép về thời kỳ này được viết trong giai đoạn Cộng hòa và đế chế được cho là dựa trên truyền thuyết truyền miệng. Theo những truyền thuyết này, vương quốc La Mã bắt đầu bằng việc thành lập thành phố vào khoảng năm 753 TCN, với những khu định cư nằm xung quanh đồi Palatine dọc theo sông Tiber, và kết thúc bằng việc lật đổ các vị vua và việc thiết lập nền Cộng hòa vào khoảng năm 509 TCN.

## Bối cảnh thành lập
Theo khảo cổ học, từ thế kỷ 10 trước Công nguyên, vùng Latium (Ý ngày nay) đã bắt đầu có sự phát triển chậm nhưng đều đặn trong lĩnh vực nông nghiệp. Trên khắp khu vực này, nhiều làng mạc được hình thành, trong đó Rome chỉ là một trong số nhiều khu định cư, bên cạnh các địa điểm khác như Ardea, Lavinium hay Alba Longa. Cư dân ở đây, cụ thể là người Latinh – tổ tiên trực tiếp của người La Mã – chủ yếu trồng các loại ngũ cốc có giá trị dinh dưỡng thấp như lúa mì cổ và đại mạch. Ngoài ra, họ cũng trồng nho (vitis vinifera – loài nho làm rượu được tìm thấy trong các ngôi mộ tại khu vực Công trường La Mã), cây ô liu, táo và sung.
Mỗi hộ gia đình, kể cả trong khu vực thành Rome, đều có một mảnh vườn nhỏ trồng các loại rau củ như bắp cải, củ cải, đậu fava và đậu lăng. Đất đai không hoàn toàn thuộc sở hữu cá nhân mà phần lớn là đất công, được các cộng đồng cùng nhau quản lý. Việc quản lý này được điều hành thông qua các Hội đồng Thị tộc gọi là curiae, nơi những người có thế lực trong cộng đồng nắm quyền lãnh đạo. Hệ thống chính trị – xã hội thời kỳ này hoạt động dựa trên nền tảng của chế độ bảo trợ, trong đó người có quyền lực bảo trợ và chi phối các cá nhân hoặc nhóm người khác.
Chăn nuôi cũng đóng vai trò quan trọng trong đời sống kinh tế. Trên đất công, người La Mã nuôi cừu và dê để lấy thịt và sản xuất phô mai. Họ còn nuôi bò, lừa và ngựa làm sức kéo, đặc biệt bò là loài vật chủ lực trong lao động nông nghiệp. Điều đáng chú ý là từ pecunia trong tiếng Latinh – nghĩa là tiền bạc – có nguồn gốc từ pecus, tức là gia súc, cho thấy sự gắn bó mật thiết giữa sự giàu có và sở hữu vật nuôi trong xã hội La Mã cổ. Tuy vậy, việc nuôi gia cầm (gia súc nhỏ như gà, vịt…) dường như không phổ biến vào thời điểm này.
Bên cạnh nông nghiệp và chăn nuôi, khai thác tài nguyên tự nhiên cũng đóng vai trò lớn. Ở các vùng đầm lầy tại cửa sông Tiber, muối được thu hoạch và sau đó được vận chuyển lên các khu vực vùng núi qua con đường mà sau này được gọi là via Salaria (nghĩa là "con đường muối"). Các khu rừng ven biển thì cung cấp nguồn gỗ phong phú – một tài nguyên thiết yếu cho xây dựng và sinh hoạt.
Tín ngưỡng thời kỳ này phản ánh rõ nét đời sống nông nghiệp: nhiều vị thần liên quan đến nông nghiệp được thờ cúng, chẳng hạn như Bacchus – thần nho, Pomona – nữ thần cây ăn quả, và Terminus – thần cột mốc dùng để phân định ranh giới ruộng đất. Văn hóa của người La Mã giai đoạn đầu vẫn mang nhiều nét du mục, dù nông nghiệp ngày càng phát triển.
Từ thế kỷ 8 trước Công nguyên trở đi, toàn bán đảo Ý bắt đầu bước vào thời kỳ biến động mạnh. Người Hy Lạp lập ra nhiều thuộc địa ở miền Nam, người Etrusca (một dân tộc cổ ở miền Trung nước Ý) mở rộng ảnh hưởng xuống phía Nam. Giao thương phát triển, kéo theo sự gia tăng sản xuất nông nghiệp – đặc biệt do sự định cư của người Sabine, một tộc người có truyền thống làm nông. Theo truyền thuyết, thành Rome vào thời kỳ đầu là nơi tập hợp đủ hạng người bị xã hội ruồng bỏ như kẻ trộm, nô lệ chạy trốn, hay những kẻ không có nơi nương tựa – điều này phản ánh tính chất hỗn hợp và cởi mở của cộng đồng ban đầu.
Trong quá trình đô thị hóa, nhiều thành phố mới ra đời, còn các cộng đồng làng xã dần suy yếu. Nhờ vị trí địa lý thuận lợi, Rome trở thành điểm giao nhau các tuyến đường thương mại mới, từ đó dần phát triển vượt trội so với các làng mạc khác trong vùng Latium.

## Sự phát triển

### Thời kỳ đầu

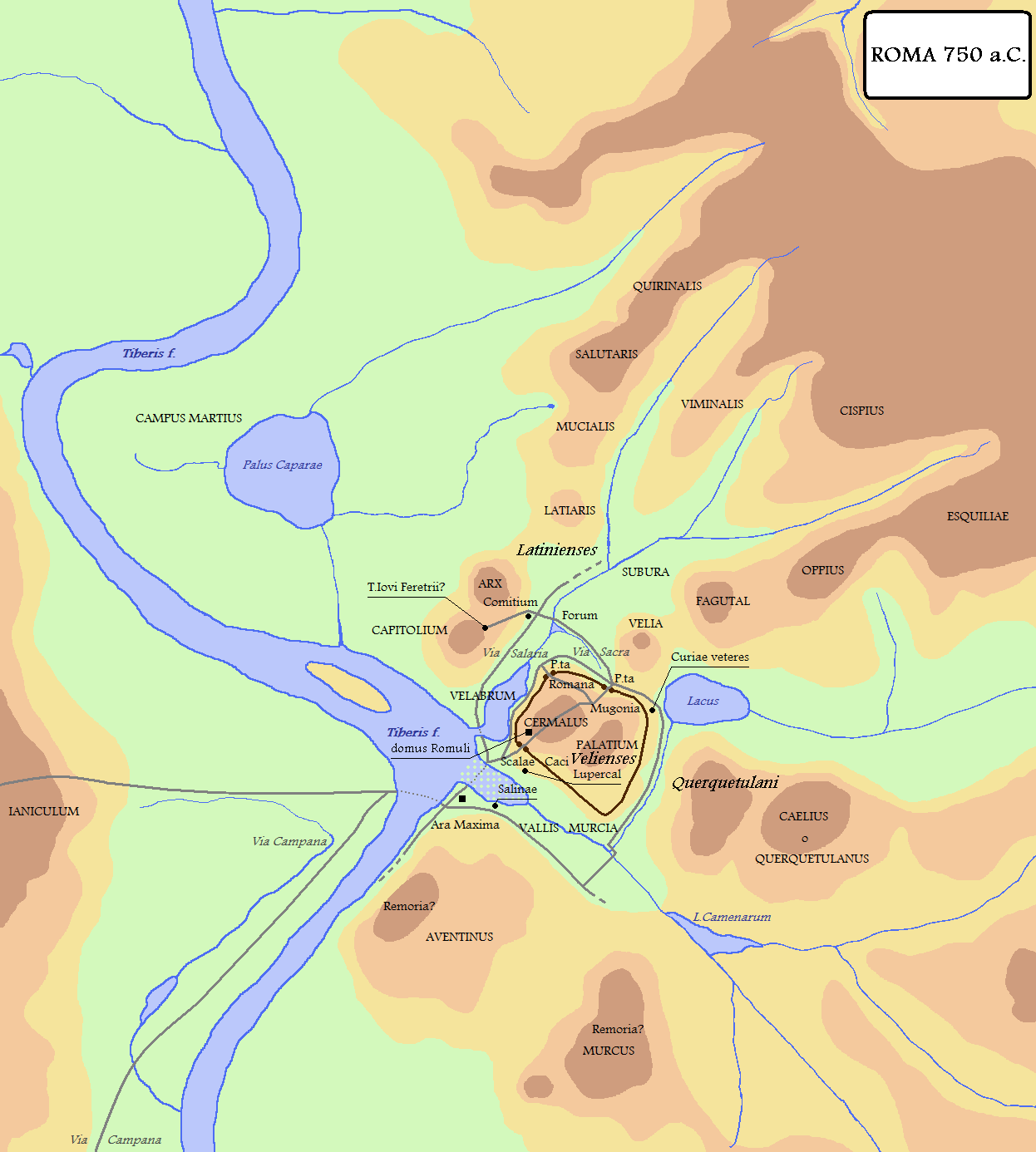
Bản đồ La Mã năm 753 TCN.

Rất khó để phân biệt giữa truyền thuyết và sự kiện lịch sử thật sự trong các câu chuyện về những chiến thắng của các vị vua đầu tiên La Mã. Theo truyền thống, Romulus – vị vua sáng lập Rome – được cho là đã giành được nhiều chiến thắng trong các cuộc chiến chống lại người Sabin và các thành bang Etrusca lân cận như Fidenae và Veii. Cuộc chiến kết thúc bằng một hiệp ước đình chiến kéo dài 100 năm, tạo điều kiện cho vị vua kế nhiệm là Numa Pompilius có thể trị vì trong hòa bình.
Vào thế kỷ 7 trước Công nguyên, vua Tullus Hostilius – một trong những vị vua đầu của La Mã – đã thiết lập các curiae novae (hội đồng mới), không còn dựa theo nguồn gốc địa lý hay sắc tộc như trước, mà dựa vào hệ thống gentilices (các gia tộc quý tộc), đánh dấu sự kết thúc của xã hội mang tính bộ lạc. Trong xã hội nông thôn thời kỳ này, các chủ đất và người hầu sống gần gũi và cùng chia sẻ cuộc sống sinh hoạt hàng ngày.
Đến thế kỷ 6 trước Công nguyên, các đội quân hùng mạnh nhất trong khu vực (trong đó có Rome) bắt đầu được tổ chức theo chiến thuật phalanx của Hy Lạp – một đội hình chiến đấu gồm các binh sĩ bộ binh (hoplite) được trang bị và bảo vệ đồng đều, nặng nề. Kiểu tổ chức này khiến cho kỵ binh, đặc biệt là chiến xa – vốn là biểu tượng và tài sản riêng tầng lớp quý tộc – dần trở nên ít quan trọng trong quân đội. Việc phổ biến mô hình quân sự này ở Hy Lạp, Etruria và cả Rome đã góp phần làm suy yếu quyền lực độc quyền từ tầng lớp quý tộc, mở đường cho những thay đổi chính trị sâu rộng trong xã hội.

### Thời kỳ Etrusca
Ba vị vua cuối cùng Vương quốc La Mã được xem là người Etrusca do xuất thân của họ. Theo sử gia Titus Livius và Dionysius xứ Halicarnassus, sự xuất hiện của ba vị vua này không phải là kết quả từ một cuộc xâm lược bên ngoài, mà là kết quả các mối liên kết chính trị và hôn nhân: Lucius Tarquinius Priscus (Tarquin Già) được chỉ định làm vua, sau đó con rể của ông – Servius Tullius – kế vị, rồi con gái của Servius, Tullia, kết hôn với Lucius Tarquinius Superbus (Tarquin Kiêu Ngạo) được kế vị. Tuy nhiên, theo nhà nghiên cứu Alain Hus, các câu chuyện truyền thống này đã bóp méo thực tế: ông cho rằng La Mã thực sự đã bị người Etrusca thống trị từ nửa sau thế kỷ 7 TCN và suốt thế kỷ 6 TCN.
Nhà sử học Jacques Heurgon, theo quan điểm của Andreas Alföldi, cho rằng sự cai trị các vị vua Etrusca là kết quả của nhiều đợt xâm lược nhằm kiểm soát vị trí chiến lược Rome – nơi có cây cầu tự nhiên vượt sông Tiber. Các đợt chiếm đóng này dường như diễn ra theo thứ tự quyền lực các thành bang Etrusca : đầu tiên là Tarquinia (quê hương gia đình Tarquin), sau đó là Vulci (nơi Servius Tullius có thể xuất thân), thậm chí là Chiusi, với vị vua Lars Porsena – có thể còn có những vị vua Etrusca khác không được liệt kê trong danh sách chính thống các vua La Mã.
Tuy vậy, các nhà nghiên cứu hiện đại lại bác bỏ giả thuyết về một cuộc xâm lược chính thức hoặc sự kiểm soát trực tiếp từ một thành bang Etrusca. Họ cho rằng giả thuyết cho rằng Tarquinia và Vulci chi phối Rome là không vững chắc, vì hai thành phố này không có biên giới chung với Rome. Ngày nay, có sự đồng thuận cho rằng những vị “vua Etrusca” này thực chất là các thủ lĩnh quân sự (condottieri), đến và định cư tại Rome theo con đường bán hòa bình, không nhân danh một thành bang nào. Cách nhìn này gần với các truyền thuyết cổ về sự xuất hiện của Lucius Tarquinius Priscus ở Rome và được củng cố qua hình ảnh trong các bức vẽ ở mộ François tại Vulci, mô tả Mastarna (tên khác của Servius Tullius) cùng các đồng đội là anh em nhà Vibenna chiến đấu với Cneve Tarchunies Rumach (tức Tarquin của Rome).
Khảo cổ học cho thấy thời kỳ các vị vua Etrusca trị vì Rome (thế kỷ 6 TCN) là giai đoạn có sự biến đổi mạnh mẽ về đô thị hóa: phát hiện dấu tích các công trình lớn như hệ thống thoát nước và lát đá ở khu vực công trường, móng nhà bằng đá tuf (một loại đá núi lửa), bể chứa nước, cũng như các vật liệu xây dựng và trang trí bằng đất nung. Kiến trúc bằng đá và mái ngói bắt đầu thay thế các túp lều bằng gỗ và rơm trước đây. Nhiều đền thờ được xây dựng – đặc biệt ở Công trường Boarium và Đồi Capitolinus – với sự thay đổi trong hệ thống thần linh: bộ ba Jupiter, Juno và Minerva thay thế bộ ba cũ gồm Jupiter, Mars và Quirinus.
Quy mô của các công trình xây dựng này cho thấy khả năng đã có một lực lượng lao động Etrusca đông đảo và có tay nghề được huy động đến Rome. Chính vì mức độ phát triển đô thị sâu rộng này, nhà nghiên cứu Pierre Grimal cho rằng nghi thức lập thành Rome vốn được gán cho Romulus thực chất là do người Etrusca thực hiện, thể hiện qua việc xác định ranh giới công trường và thiết lập bốn cổng ra vào thành phố.

### Cải cách Servius
Theo truyền thuyết, Servius Tullius – vị vua đầu tiên không được bầu chọn và có nguồn gốc không rõ ràng – được xem là người đặt nền móng cho tổ chức nhà nước La Mã. Mặc dù các cải cách mà Titus Livius và Dionysius xứ Halicarnassus mô tả có vẻ phản ánh một tình trạng chính trị – xã hội xuất hiện muộn hơn vào thế kỷ 4 TCN, nhưng những nhu cầu tổ chức và cải cách trong bối cảnh La Mã đang phát triển nhanh chóng cho phép ta tin rằng có một phần sự thật trong những cải cách này.
Để bảo vệ thành phố trước các cuộc xâm lược từ bên ngoài, các vua Etrusca, trong đó có Servius Tullius, đã thành lập đội quân hoplite (bộ binh nặng) của riêng Rome. Người ta cho rằng Servius có tham vọng chính trị và muốn thay đổi tận gốc cấu trúc xã hội La Mã. Nhằm làm suy yếu ảnh hưởng tầng lớp quý tộc (patricius), Servius tìm cách làm giảm vai trò các mối quan hệ fides (niềm tin thiêng liêng gắn kết giữa người bảo hộ và người được bảo hộ). Thay vào đó, Servius liên kết các công dân tự do thành các nhóm chiến hữu có trách nhiệm bảo vệ thành phố, dựa trên một hình thức fides mới – không cá nhân mà vì lợi ích cộng đồng.
Theo truyền thuyết, Servius Tullius đã cải cách hệ thống tuyển quân, từ đó làm thay đổi vai trò mỗi công dân trong xã hội. Vì trang bị quân sự từ một hoplite phụ thuộc vào tài sản cá nhân, Servius đã lập ra hệ thống census – điều tra dân số dựa trên tài sản – để đánh giá số lượng và loại binh lính có thể huy động. Servius cũng chia người dân thành các bộ tộc mới dựa theo nơi cư trú thay vì gốc gác dòng họ, và các giai tầng theo tài sản được chia nhỏ thành centuria – đơn vị quân sự, hành chính và bầu cử – gồm các công dân có mức giàu tương đương.
Để tăng số lượng công dân có thể huy động cho quân đội, Servius còn được cho là đã phân phát đất đai (lấy từ vùng đất công mới mở rộng – ager publicus) cho những người dân nghèo. Cuối cùng, công tác phòng thủ thành phố cũng được cho là do Servius Tullius thực hiện. Servius đã cho xây một công trình phòng thủ gồm đê đất cao (agger), được gia cố bằng các phiến đá lớn và bao quanh bởi một con hào. Công trình này có trước bức tường đá lớn xây bằng tuf (đá núi lửa), vốn về sau được gọi sai là "tường thành Servius".

### Dân số
Theo sử gia Titus Livius, Servius Tullius là người đầu tiên thực hiện cuộc điều tra dân số theo centuria (đơn vị quân sự-hành chính dựa trên tài sản), chỉ tính những người có thể cầm vũ khí. Theo Quintus Fabius Pictor, con số này đạt khoảng 80.000 công dân (civitas). Sau đó, dân số được cho là tiếp tục tăng: 130.000 vào năm 508 TCN và 157.000 vào năm 498 TCN. Tuy nhiên, các con số này chỉ tính đàn ông có khả năng tham gia quân sự và tương đương với tổng dân số khoảng 250.000 người. Các nhà sử học hiện đại bác bỏ những con số này, cho rằng dân số thực tế của La Mã vào thế kỷ VI TCN chỉ nằm trong khoảng từ 20.000 đến 30.000 người – tương đương với các thành bang khác cùng thời, như Caere của người Etrusca. Tuy nhiên, mọi tính toán dân số thời cổ đại đều chỉ mang tính ước đoán và không thể hoàn toàn chính xác.
Về mặt xã hội, người ta cho rằng đã có sự hiện diện nô lệ và người tự do hóa trong dân số Rome thời kỳ Etrusca. Điều này dựa trên một đoạn văn của Dionysius xứ Halicarnassus, dù văn bản này có thể bị ảnh hưởng bởi những quan điểm lỗi thời từ thời hoàng đế Augustus. Đáng chú ý, từ servus dùng để chỉ "nô lệ" không phải là từ gốc Latin, và theo một số nhà ngôn ngữ học nó có thể có nguồn gốc từ tiếng Etrusca.

### Mở rộng lãnh thổ
Các sử gia La Mã mô tả Romulus, Tullus Hostilius và Lucius Tarquinius Priscus là những vị vua hiếu chiến và mang tinh thần chinh phục. Mặc dù nhiều nhà sử học hiện đại nghi ngờ độ chính xác lịch sử những chiến công quân sự này, nhưng việc lãnh thổ La Mã mở rộng về phía vùng Latium là điều được thừa nhận. Tuy nhiên, La Mã vẫn chưa vượt qua bờ phải sông Tiber, nơi vẫn thuộc về các thành bang Etrusca như Caere và Veii.
Người ta chấp nhận rằng vua Ancus Marcius đã kiểm soát các mỏ muối tại cửa sông Tiber, dù chưa có bằng chứng khảo cổ nào xác thực việc Ancus thành lập thành phố cảng Ostia như các văn bản cổ ghi lại. Về phần Tullus Hostilius, được cho là đã phá hủy thành Alba Longa và di dời dân cư, nhưng các cuộc khai quật tại khu vực Castel Gandolfo (nơi được cho là Alba cổ) lại chỉ ra rằng nơi này bị bỏ hoang dần dần từ khoảng năm 650 TCN, chứ không phải bị tiêu diệt đột ngột.
Việc mở rộng lãnh thổ vẫn tiếp diễn dưới thời Lucius Tarquinius Priscus, đặc biệt ở vùng Latium. Một minh chứng cho sự ảnh hưởng rộng lớn của La Mã là hiệp ước giữa Rome và Carthage, được lập ngay sau thời kỳ quân chủ (khoảng năm 508–507 TCN), trong đó nhiều thành phố Latinh như Ardea, Antium, Circeii, Terracina, Lavinium được nêu là đã lệ thuộc vào La Mã.
Vào cuối thế kỷ VI TCN, diện tích lãnh thổ La Mã. được sử gia Karl Julius Beloch ước tính vào khoảng 822 km², trong khi nhà khảo cổ học Filippo Coarelli đưa ra con số mới hơn: khoảng 2.000 km².

## Sụp đổ
Sự chuyển tiếp từ chế độ quân chủ sang Cộng hòa La Mã là một giai đoạn đầy mơ hồ, tương tự như những huyền thoại về buổi đầu thành Rome. Theo Titus Livius, Lucius Tarquinius Superbus (Tarquin Kiêu Ngạo), vị vua cuối cùng, đã lên ngôi thông qua một cuộc tiếm quyền đẫm máu, sát hại vợ để cưới chị dâu. Cả Titus Livius và Dionysius xứ Halicarnassus mô tả Tarquin Kiêu Ngạo theo khuôn mẫu một bạo chúa kiểu Hy Lạp: chống lại nguyên lão và quý tộc, cai trị độc đoán, giữ lực lượng cận vệ riêng, cố giành sự ủng hộ từ dân chúng bằng các công trình công cộng xa hoa và theo đuổi chính sách bành trướng.
Truyền thuyết kể rằng Tarquin Kiêu Ngạo bị lật đổ bởi Brutus, người thiết lập nền tự do và chế độ quan chấp chính. Tuy nhiên, nhiều nhà sử học hiện đại cho rằng sự kiện này có thể không thực sự xảy ra như vậy, mà có thể bắt nguồn từ các xung đột với vua Porsenna xứ Clusium. Ngay cả mốc thời gian 509 TCN – thường được xem là năm kết thúc chế độ quân chủ – cũng bị nghi ngờ là một sự trùng hợp mang tính biểu tượng, vì nó xảy ra cùng thời điểm với việc trục xuất nhà độc tài Pisistratides tại Athens.
Cuộc cách mạng lật đổ chế độ quân chủ La Mã phản ánh xu hướng chung trong khu vực vào thời điểm đó: quyền lực người Etrusca tại miền nam Ý bắt đầu suy yếu, và nhiều thành bang Etrusca khác cũng thay thế chế độ quân chủ bằng chế độ quý tộc. Tại Rome, vị trí nhà vua được thay thế bởi một nhóm các quan chức, có thể là những người từng phụ tá cho vua trước đó.
Truyền thuyết La Mã chỉ giữ lại hình ảnh tiêu cực vị vua cuối cùng để tạo nên một "di sản ghê tởm" đối với chế độ quân chủ – một tư tưởng tồn tại suốt thời Cộng hòa và còn ảnh hưởng đến sự kiện ám sát Julius Caesar.

## Quân chủ
Trong thời kỳ Vuơng quốc La Mã, La Mã là một chế độ quân chủ do các vị vua (tiếng Latinh: rex) cai trị. Ngoại trừ Romulus (người sáng lập đầu tiên), tất cả các vị vua đều được dân chúng La Mã bầu chọn để trị vì suốt đời. Mặc dù không có ghi chép nào về dòng dõi kế vị bốn vị vua đầu tiên, từ vị vua thứ năm – Lucius Tarquinius Priscus – quyền kế vị bắt đầu truyền qua các phụ nữ trong hoàng tộc. Do đó, các sử gia cổ đại cho rằng vua được chọn vì phẩm chất đạo đức chứ không phải do huyết thống.
Các sử gia La Mã cổ điển không mô tả rõ ràng quyền lực nhà vua, nhưng cho biết rằng vua có quyền lực tương đương với các quan chấp chính (consuls) thời sau. Một số học giả hiện đại cho rằng quyền lực tối cao ở La Mã thuộc về nhân dân, và nhà vua chỉ là người đứng đầu hành pháp dưới sự giám sát từ Viện Nguyên lão; trong khi đó, người khác lại tin rằng nhà vua nắm toàn bộ quyền tài phán, còn Viện Nguyên lão chỉ có thể đưa ra những ý kiến sửa đổi nhỏ.
Một điều chắc chắn là chỉ nhà vua mới có quyền "auspicium", tức khả năng đọc các dấu hiệu từ thần linh để quyết định vận mệnh quốc gia, với tư cách là người đứng đầu các thầy bói thiêng (augures). Không một sự kiện công cộng nào có thể diễn ra nếu chưa có sự cho phép từ các vị thần qua nghi thức bói toán này. Nhà vua được xem là người đứng đầu tôn giáo quốc gia, là trung gian giữa người dân và các vị thần, vì thế nhà vua được tôn kính gần như thần thánh. Nhà vua có quyền quyết định lịch La Mã, chủ trì các nghi lễ, và bổ nhiệm các chức sắc tôn giáo cấp thấp. Theo truyền thống, chính Romulus lập ra các thầy bói thiêng và là người vĩ đại nhất trong số đó, còn Numa Pompilius thì thiết lập hàng giáo phẩm (pontifex) và xây dựng nền tảng giáo lý tôn giáo cho Roma.
Ngoài quyền lực tôn giáo, nhà vua còn nắm giữ quyền lực quân sự và tư pháp tối cao thông qua quyền "imperium" (đế quyền). Đây là quyền lực trọn đời, giúp nhà vua miễn nhiễm trước mọi xét xử. Với tư cách là người duy nhất nắm quyền imperium trong thời kỳ này, vua có quyền chỉ huy tối cao tất cả các đạo quân La Mã. Khi ấy, luật pháp bảo vệ công dân khỏi lạm quyền từ quan chức vẫn chưa tồn tại.
Với imperium, nhà vua cũng là thẩm phán tối cao, có quyền xét xử mọi vụ án, cả dân sự lẫn hình sự, trong thời chiến cũng như thời bình. Tuy có Hội đồng cố vấn hỗ trợ xét xử, Hội đồng không có quyền quyết định. Một số học giả cho rằng không thể kháng cáo các quyết định của vua, trong khi người khác tin rằng một quý tộc (patricius) có thể trình đơn kháng cáo trước một Hội đồng Thị tộc (comitia curiata).
Một quyền lực khác của nhàvua là bổ nhiệm các chức vụ, ví dụ như tribunus celerum, chỉ huy cận vệ hoàng gia, tương đương với chức vụ thống lĩnh cận vệ dưới thời Đế chế. Đây là chức vụ cao thứ hai sau vua, có quyền triệu tập Hội đồng và ban hành luật lệ. Người này phải rời chức sau khi vua băng hà.
Vua cũng bổ nhiệm "praefectus urbanus" (thị trưởng), người trông coi thành phố và thay mặt vua khi vắng mặt, thậm chí được tạm quyền imperium trong phạm vi thành phố. Ngoài ra, nhà vua là người duy nhất có quyền bổ nhiệm các quý tộc vào Viện Nguyên lão.
Dưới thời quân chủ, Viện Nguyên lão và Hội đồng Thị tộc thực chất không có nhiều quyền lực. Thường chỉ được triệu tập khi có lệnh từ nhà vua và chỉ thảo luận những vấn đề mà vua đã đưa ra. Trong khi Hội đồng Curiae có thể thông qua luật nếu được vua cho phép, thì Viện Nguyên lão chỉ là hội đồng danh dự, có thể cố vấn nhưng không được phản bác nhà vua. Vua chỉ cần sự đồng thuận từ Viện Nguyên lão khi tuyên chiến với nước ngoài.
Các biểu tượng quyền lực vua Roma gồm có: mười hai lính ligare mang fasces (bó roi với rìu), quyền ngồi ghế ngà curulis, áo choàng tím, giày đỏ và vương miện bạc. Trong số này, áo choàng tím là biểu tượng nổi bật nhất.

### Bầu cử nhà vua
Khi nhà vua qua đời, La Mã bước vào một thời kỳ gọi là "interregnum" (trồng ngôi). Trong thời gian này, Viện Nguyên lão có thể triệu tập và bổ nhiệm một interreges (liên ngai) để giữ gìn nghi thức bói toán linh thiêng khi ngai vàng còn trống. Thay vì chỉ định một người duy nhất, Viện Nguyên lão thường bổ nhiệm một loạt các interreges, mỗi người giữ chức khoảng năm ngày, nối tiếp nhau cho đến khi chọn được vị vua mới.
Khi interreges chọn được một ứng viên xứng đáng, người này sẽ trình ứng viên đó lên Viện Nguyên lão để thẩm định. Nếu được chấp thuận, interreges sẽ triệu tập Hội đồng Thị tộc và chủ trì cuộc bầu chọn nhà vua. Thể chế này còn tiếp tục trong giai đoạn đầu Cộng hòa, sau khi chế độ quân chủ chấm dứt với việc trục xuất Lucius Tarquinius Superbus (Tarquin Kiêu Ngạo), và được áp dụng khi cả hai quan chấp chính tử vong trước khi tổ chức được cuộc bầu cử tiếp theo.
Sau khi được đề cử trước Hội đồng Thị tộc, người dân La Mã có quyền chấp thuận hoặc bác bỏ ứng viên. Nếu được chấp nhận, vua mới vẫn chưa thể lên ngôi ngay lập tức mà phải trải qua hai nghi thức quan trọng để được trao quyền và địa vị chính thức.
1. Nhận được sự chấp thuận từ các vị thần. Một buổi bói toán sẽ được tổ chức, do một thầy bói chủ trì. Thầy bói sẽ dẫn ứng viên đến pháo đài trên đồi, ngồi lên một chiếc ghế đá, trong khi người dân đứng chờ bên dưới. Nếu các dấu hiệu từ thần linh được coi là thuận lợi, thầy bói sẽ tuyên bố rằng các vị thần đã đồng ý – điều này xác nhận tính thiêng liêng và hợp pháp của nhà vua.
2. Trao đế quyền cho vua mới. Việc bầu cử ban đầu chỉ xác định ai có thể làm vua, chứ chưa trao quyền lực cần thiết. Do đó, chính vua mới phải đề xuất một đạo luật gọi là lex curiata de imperio với Hội đồng Thị tộc, yêu cầu được trao đế quyền. Việc này cần có biểu quyết chấp thuận của Hội đồng.

Lý do cho việc cần hai cuộc bỏ phiếu của Hội đồng Thị tộc vẫn còn chưa rõ ràng. Có giả thuyết cho rằng chỉ những người được thần linh chấp thuận mới có thể nhận được đế quyền. Vì vậy, cần xác định ai là người xứng đáng trước, rồi mới trao quyền lực thông qua biểu quyết đặc biệt.

### Các vị vua La Mã

#### Romulus (753 TCN-716 TCN)
Romulus không chỉ là vị vua đầu tiên của La Mã, mà còn là người sáng lập ra thành phố này, cùng với người anh song sinh Remus. Vào năm 753 trước Công nguyên, cả hai bắt đầu xây dựng thành phố bên cạnh đồi Palatine, theo truyền thuyết, Romulus đã giết Remus vì đã xúc phạm nghi thức thiêng liêng khi vượt qua ranh giới linh thiêng (pomerium)
Sau khi thành lập thành phố, Romulus mời gọi tội phạm, nô lệ trốn thoát và những người bị lưu đày đến định cư, từ đó giúp dân số phát triển và chiếm giữ năm trong bảy ngọn đồi của Roma. Để tìm vợ cho công dân của mình, Romulus mời người Sabine đến một lễ hội, rồi bắt cóc phụ nữ Sabine mang về Roma. Sau cuộc chiến với người Sabine, Romulus hợp nhất hai dân tộc và cai trị cùng với thủ lĩnh Sabine là Titus Tatius trong chế độ hai vua (nhị đầu chính trị).
Romulus chia dân số thành hai nhóm: những người khỏe mạnh đủ sức chiến đấu và những người không. Những người có khả năng chiến đấu trở thành các binh sĩ đầu tiên của La Mã, trong khi những người còn lại trở thành tầng lớp bình dân (plebeia). Trong số đó, Romulus chọn 100 người thuộc dòng dõi cao quý nhất để lập nên Viện Nguyên lão. Những người này được gọi là Patres (các nguyên lão), và con cháu họ sau này trở thành tầng lớp quý tộc (patrician) của La Mã. Sau khi liên minh với người Sabine, Romulus bổ sung thêm 100 thành viên vào Viện nguyên lão.
Dưới thời Romulus, chức vụ augur (thầy bói thiêng) được thành lập như một phần tôn giáo La Mã, cùng với Comitia Curiata (Hội đồng Thị tộc). Romulus chia dân Roma thành ba bộ tộc: người La Mã (Ramnes), người Sabine (Tities), và phần còn lại (Luceres). Mỗi bộ tộc chọn ra 10 curiae (khu họ tộc, cộng đồng nam giới), đồng thời đóng góp 100 kỵ binh và 10 centuria (bách đội) bộ binh, tạo nên đội quân đầu tiên gồm 300 kỵ binh và 3.000 bộ binh. Trong những trường hợp khẩn cấp, có thể triệu tập một đạo quân thứ hai.
Sau 37 năm trị vì, Romulus đã tiến hành nhiều cuộc chiến tranh, mở rộng ảnh hưởng của Roma khắp vùng Latium và các khu vực lân cận. Romulus nhanh chóng được ghi nhớ như người chinh phục vĩ đại đầu tiên và cũng là một trong những người sùng đạo nhất trong lịch sử La Mã. Sau khi mất ở tuổi 54, Romulus được thần thánh hóa thành thần chiến tranh Quirinus, được tôn kính không chỉ là một trong ba vị thần chính của Roma, mà còn như hiện thân thần thánh của chính thành phố Roma.

#### Numa Pompilius (716 TCN-672 TCN)
Sau cái chết của Romulus, vương quyền thành phố La Mã rơi vào tay người Sabine tên là Numa Pompilius. Ban đầu Numa Pompilius không muốn nhận danh hiệu vua, nhưng cha Numa là Pompo Pompilius đã thuyết phục Numa chấp nhận ngôi vị để phục vụ các vị thần. Numa Pompilius được nhớ đến vì sự khôn ngoan, và triều đại của Numa Pompilius nổi bật với hòa bình và thịnh vượng.
Numa cải cách lịch La Mã, điều chỉnh theo chu kỳ mặt trời và mặt trăng, đồng thời thêm các tháng Một và Hai, hoàn chỉnh thành mười hai tháng như trong lịch hiện đại. Numa thiết lập nhiều nghi lễ tôn giáo, như lễ của salii (tư tế chiến tranh), và chỉ định một flamen maior (đại tư tế) làm tư tế tối cao cho thần Quirinus, gọi là flamen Quirinalis (tư tế thần Quirinus). Numa cũng tổ chức lại các vùng đất xung quanh Roma thành các quận hành chính, chia đất đai mà Romulus đã chinh phục cho công dân, và được cho là người đầu tiên tổ chức thành phố theo ngành nghề và hội nhóm thủ công.
Numa được xem là vị vua sùng đạo nhất, thậm chí hơn cả Romulus. Dưới triều đại Numa, nhiều đền thờ được xây dựng, như đền Vesta và Janus, một bàn thờ được hiến tế cho thần Terminus, vị thần của biên giới, tại đồi Capitolinus. Numa cũng tổ chức các nữ tư tế flamines, các nữ trinh Vestal, các tư tế tối cao (pontifex), và thành lập hội đồng tôn giáo Collegium Pontificum (hội đồng tư tế tối cao).
Truyền thuyết kể rằng trong thời Numa trị vì, một chiếc khiên của thần Jupiter rơi từ trên trời xuống, mang theo số mệnh Roma được ghi trên đó. Numa ra lệnh làm thêm mười một bản sao của chiếc khiên, và người La Mã tôn thờ chúng như vật thiêng liêng.
Là một con người nhân hậu và yêu chuộng hòa bình, Numa đã gieo vào tâm trí người La Mã những giá trị về lòng mộ đạo và công lý. Trong suốt triều đại của Numa, cánh cửa đền Janus luôn đóng, biểu thị rằng không có cuộc chiến nào xảy ra. Sau bốn mươi ba năm trị vì, Numa qua đời một cách yên bình và tự nhiên.

#### Tullus Hostilius (672 TCN-640 TCN)
Tullus Hostilius là một người hiếu chiến không kém gì Romulus, và hoàn toàn trái ngược với Numa vì Tullus không hề tôn trọng các vị thần. Tullus phát động chiến tranh chống lại Alba Longa, Fidenae, Veii và người Sabine. Trong thời gian Tullus trị vì, thành phố Alba Longa bị phá hủy hoàn toàn, và Tullus sáp nhập dân cư của thành phố đó vào Roma. Tullus được ghi công là người xây dựng một tòa nhà mới cho Viện Nguyên lão, gọi là Curia Hostilia, tồn tại 562 năm sau khi Tullus qua đời.
Theo sử gia Livy, Tullus đã sao nhãng việc thờ cúng các vị thần, cho đến cuối đời khi Tullus lâm bệnh và trở nên mê tín. Tuy nhiên, khi Tullus cầu khẩn thần Jupiter và xin được giúp đỡ, Jupiter đã đáp lại bằng một tia sét, thiêu rụi nhà vua và cung điện của Tullus thành tro bụi. Triều đại của Tullus kéo dài 32 năm.

#### Ancus Marcius (640 TCN-616 TCN)
Sau cái chết bí ẩn của Tullus, người La Mã đã bầu chọn một vị vua hiền hòa và sùng đạo lên thay thế — Ancus Marcius, cháu trai của Numa. Tương tự như ông ngoại của mình, Ancus không mở rộng lãnh thổ La Mã nhiều, và chỉ tiến hành chiến tranh để bảo vệ vùng đất. Ancus cũng là người đã xây dựng nhà tù đầu tiên của Roma trên đồi Capitolinus.
Ancus cũng củng cố phòng thủ cho đồi Janiculum ở bờ tây sông Tiber và xây dựng cây cầu đầu tiên bắc qua con sông này. Ancus sáng lập cảng Ostia Antica bên bờ biển Tyrrhenum và thiết lập khu sản xuất muối đầu tiên của La Mã, cũng như hệ thống dẫn nước đầu tiên của thành phố. Roma phát triển mạnh mẽ khi Ancus sử dụng ngoại giao để hòa bình sáp nhập các thành bang nhỏ xung quanh vào liên minh với Roma. Nhờ vậy, Ancus hoàn tất việc chinh phục người Latinh và tái định cư họ lên đồi Aventinus, qua đó hình thành nên giai cấp bình dân của Roma.
Ancus qua đời một cách tự nhiên, giống như ông ngoại Numa, sau 25 năm trị vì, đánh dấu sự kết thúc triều đại các vị vua gốc Latinh–Sabine của La Mã.

#### Lucius Tarquinius Priscus (616 TCN-578 TCN)
Lucius Tarquinius Priscus (Tarquin Già) là vị vua thứ năm của La Mã và là vị vua đầu tiên có nguồn gốc Etrusca. Sau khi di cư đến Roma, Tarquin Già giành được sự ủng hộ của vua Ancus, người sau đó đã nhận Tarquin Già làm con nuôi. Khi lên ngôi, Tarquin Già phát động chiến tranh chống lại người Sabine và Etrusca, tăng gấp đôi diện tích của Roma và mang về những kho báu to lớn cho thành phố. Để thích ứng với lượng dân cư gia tăng, Tarquin Già cho người định cư trên các đồi Aventinus và Caelius.
Một trong những cải cách đầu tiên của Tarquin Già là thêm 100 thành viên mới vào Viện Nguyên lão từ các bộ tộc Etrusca bị chinh phục, nâng tổng số nghị sĩ lên 200. Tarquin Già dùng chiến lợi phẩm thu được từ các cuộc chinh phạt để xây dựng các công trình vĩ đại cho La Mã. Trong số đó có hệ thống cống rãnh lớn của Roma — Cloaca Maxima, dùng để thoát nước vùng đầm lầy giữa bảy ngọn đồi của Roma. Trên khu vực đó, Tarquin Già khởi công xây dựng khu chợ trung tâm Roman Forum (Công trường La Mã). Tarquin Già cũng là người khởi xướng lễ hội thi đấu La Mã cổ đại.
Tarquin Già bắt đầu nhiều dự án xây dựng lớn, bao gồm cây cầu đầu tiên của thành phố, Pons Sublicius (Cầu cọc gỗ). Công trình nổi tiếng nhất của ông là Circus Maximus (Vòng đua lớn nhất), một sân vận động khổng lồ dành cho các cuộc đua xe ngựa. Sau đó, Tarquin Già bắt đầu xây dựng ngôi đền kiên cố thờ thần Jupiter trên đồi Capitolinus. Tuy nhiên, trước khi công trình hoàn thành, Tarquin Già bị con trai của Ancus Marcius ám sát sau 38 năm trị vì.
Triều đại của Tarquin Già được nhớ đến nhiều nhất vì giới thiệu các biểu tượng quyền lực quân sự và dân sự của La Mã, cũng như nghi lễ khải hoàn của La Mã, với Tarquin Già là người La Mã đầu tiên được vinh danh theo nghi lễ này.

#### Servius Tullius (578 TCN-534 TCN)
Priscus được kế vị bởi con rể của ông là Servius Tullius, vị vua thứ hai La Mã có nguồn gốc Etrusca, và là con trai một người nô lệ. Giống như cha vợ mình, Servius đã chiến thắng trong các cuộc chiến với người Etrusca. Servius sử dụng chiến lợi phẩm để xây dựng bức tường đầu tiên bao quanh cả Bảy ngọn đồi Roma, gọi là pomerium. Servius cũng tái tổ chức quân đội.
Servius Tullius thiết lập một hiến pháp mới, tiếp tục phát triển hệ thống phân loại công dân. Servius đã thiết lập cuộc điều tra dân số đầu tiên của Roma (census), qua đó chia dân số thành năm tầng lớp kinh tế, và thành lập Hội đồng Bách nhân (Comitia Centuriata). Dựa trên điều tra dân số, Servius cũng chia dân cư thành bốn bộ tộc thành thị dựa theo vị trí địa lý, từ đó thành lập Hội đồng Bộ tộc (Comitia Tributa) sau này thời Cộng hòa La Mã. Ngoài ra, Servius còn giám sát việc xây dựng đền thờ nữ thần Diana trên đồi Aventinus.
Các cải cách của Servius đã tạo ra một thay đổi lớn trong đời sống La Mã: quyền bầu cử giờ đây dựa trên địa vị kinh tế–xã hội, từ đó ưu tiên tầng lớp quý tộc. Tuy nhiên, theo thời gian, Servius ngày càng thiên vị giới bình dân hơn nhằm giành được sự ủng hộ của tầng lớp bình dân, điều này thường khiến giới quý tộc không hài lòng.
Sau 44 năm trị vì, Servius đã bị ám sát trong một âm mưu do chính con gái ông là Tullia và chồng bà ta, Lucius Tarquinius Superbus, dựng nên.

#### Lucius Tarquinius Superbus (534 TCN-509 TCN)
Vị vua thứ bảy và cuối cùng La Mã là Lucius Tarquinius Superbus (Tarquin Kiêu Ngạo). Tarquin Kiêu Ngạo là con trai của Tarquin Già và là con rể của Servius Tullius, người cùng vợ mình đã sát hại để đoạt ngôi.
Tarquin Kiêu Ngạo tiến hành nhiều cuộc chiến tranh với các láng giềng của Roma, bao gồm người Volsci, Gabii và Rutuli. Tarquin Kiêu Ngạo cũng củng cố vị trí lãnh đạo của Roma đối với các thành bang Latinh. Ngoài ra, Tarquin Kiêu Ngạo còn thực hiện một loạt các công trình công cộng, đặc biệt là hoàn thành Đền thờ thần Jupiter Optimus Maximus, và tiếp tục các công trình trên hệ thống cống Cloaca Maxima và đấu trường Circus Maximus. Tuy nhiên, triều đại Tarquin Kiêu Ngạo lại được ghi chép vì tàn bạo và việc sử dụng bạo lực để duy trì quyền lực, cùng với sự coi thường phong tục và Viện Nguyên lão La Mã.
Mâu thuẫn lên đến đỉnh điểm khi con trai của Tarquin Kiêu Ngạo, Sextus Tarquinius, cưỡng hiếp Lucretia, vợ và con gái của quý tộc La Mã có thế lực. Lucretia kể lại vụ việc cho người thân rồi tự sát để tránh ô nhục. Bốn người đàn ông, đứng đầu là Lucius Junius Brutus, cùng với Lucius Tarquinius Collatinus, Publius Valerius Poplicola và Spurius Lucretius Tricipitinus, đã phát động một cuộc cách mạng, lật đổ và trục xuất Tarquin Kiêu Ngạo cùng gia đình khỏi Roma vào năm 509 TCN.
Tarquin bị ghét đến mức từ “rex” (vua) mang ý nghĩa tiêu cực trong tiếng Latinh suốt thời kỳ Cộng hòa cho đến tận khi Đế quốc La Mã sụp đổ.
Sau khi lật đổ nhà vua, Lucius Junius Brutus và Lucius Tarquinius Collatinus trở thành hai vị chấp chính quan đầu tiên của La Mã (consules), đánh dấu sự khởi đầu nền Cộng hòa La Mã. Chính thể mới này tồn tại trong suốt 500 năm, cho đến khi Julius Caesar và Augustus lên nắm quyền, và trong thời gian đó, quyền lực La Mã mở rộng ra phần lớn châu Âu, Bắc Phi và Tây Á.
Tarquinius trị vì trong 25 năm.

## Viện Nguyên lão
Theo truyền thuyết, Romulus đã thành lập Viện Nguyên lão sau khi sáng lập thành Rome, bằng cách đích thân lựa chọn những người đàn ông cao quý nhất (giàu có, có vợ con hợp pháp) để làm cố vấn cho thành phố. Do đó, Viện Nguyên lão đóng vai trò là cơ quan cố vấn của vua. Viện Nguyên lão bao gồm 300 nghị sĩ, mỗi 100 người đại diện cho ba bộ lạc cổ xưa của La Mã: Ramnes (người Latinh), Tities (người Sabine), và Luceres (người Etrusca). Trong mỗi bộ lạc, một nghị sĩ được chọn từ mỗi curia (đơn vị thị tộc) của bộ lạc đó – tổng cộng 10 curiae mỗi bộ lạc. Nhà vua có toàn quyền bổ nhiệm các nghị sĩ, nhưng việc này phải tuân theo phong tục cổ truyền.
Dưới chế độ quân chủ, Viện Nguyên lão có rất ít quyền lực thực sự, bởi hầu hết quyền lực chính trị thuộc về nhà vua, và ông có thể sử dụng chúng mà không cần sự đồng thuận của viện. Chức năng chính của Viện là đóng vai trò cố vấn cho vua và phối hợp về mặt lập pháp. Khi một đạo luật do vua đề xuất được Hội đồng Thị tộc thông qua, Viện Nguyên lão có thể bác bỏ hoặc chấp nhận đạo luật đó thành luật chính thức. Theo thông lệ, nhà vua phải tham khảo ý kiến của Viện về các vấn đề quan trọng. Tuy nhiên, nhà vua có toàn quyền quyết định vấn đề nào, nếu có, sẽ được đưa ra thảo luận, và nhà vua cũng có thể chấp nhận hoặc bác bỏ ý kiến của Viện tùy ý.
Chỉ có nhà vua mới có quyền triệu tập Viện Nguyên lão, ngoại trừ trong thời kỳ interregnum (giai đoạn trống ngôi), khi Viện có quyền tự triệu tập.

## Hội đồng Thị tộc
Hội đồng Thị tộc (Hội đồng Curiate) được tổ chức dựa trên cơ sở các curiae (khu họ tộc) và được cho là hội đồng lập pháp và bầu cử chính trong thời kỳ vương quyền và thời kỳ đầu nền cộng hòa. Tuy nhiên, rất ít điều chắc chắn được biết về nguồn gốc và cách hoạt động ban đầu hội đồng.
Người La Mã tin rằng các Khu họ tộc được thành lập bởi vị vua huyền thoại đầu tiên là Romulus và được đặt tên theo những người phụ nữ Sabine. Mỗi bộ lạc cổ xưa thời Romulus gồm mười Khu họ tộc. Công dân được phân bổ vào đơn vị họ tộc theo dòng dõi, mặc dù không có bằng chứng cho thấy các thành viên trong cùng một Khu họ tộc thực sự có quan hệ huyết thống. Việc phân chia ban đầu có thể dựa theo các khu vực địa lý trong thành Rome, với mỗi đơn vị họ tộc có địa điểm họp truyền thống và ranh giới riêng, điều này được củng cố bởi giả thuyết từ nguyên cho rằng curia xuất phát từ co-viria (tập hợp các người đàn ông).
Tám tên Khu họ tộc được biết đến là: Veliensis, Foriensis, Titia, Faucia, Velitia, Acculeia, Tifata, và Rapta. Tên cuối cùng, Rapta, được cho là nguồn gốc dẫn đến câu chuyện về cuộc bắt cóc phụ nữ Sabine. Mỗi Khu họ tộc cũng giữ lại một người đứng đầu cho các nghi lễ tôn giáo, gọi là curio (Trưởng khu), và một curio maximus (Đại trưởng khu) giám sát tất cả các Trưởng khu.
Theo các nguồn cổ, hội đồng thị tộc có vai trò trong việc tuyên xưng các vị vua, trong đó luật lex curiata de imperio đóng vai trò như một lời thề quân sự ràng buộc nhân dân với đế quyền của nhà vua, trong khi dân chúng thể hiện sự đồng thuận bằng cách va chạm vũ khí tạo tiếng động để biểu thị sự ủng hộ.

## Hội đồng Bách nhân
Theo truyền thống La Mã, vua Servius Tullius đã tạo ra Hội đồng Bách nhân (comitia centuriata) như một hội đồng chia dân chúng theo của cải thành các đơn vị gọi là centuria (bách đội), nhằm phục vụ trong quân đội La Mã. Mục đích có thể là phân tán nghĩa vụ quân sự ra khỏi các trung thành phe phái địa phương và gia tộc, nhờ đó làm suy yếu quyền lực giới quý tộc đối với nhà vua.
Trong mỗi tầng lớp, số bách đội chẵn được chia đôi, một nửa là seniores (lão quân, người từ 46–60 tuổi) và một nửa là juniores (sơ quân, 17–45 tuổi). Cách chia này cũng phản ánh vai trò quân sự: lão quân bảo vệ thành phố, còn sơ quân ra chiến trường. Theo tính toán dân số, một bách đội sơ quân có thể gấp ba lần số người trong một bách đội lão quân.
Tầng lớp cao nhất là các kỵ sĩ nhà nước (equites equo publico) – phục vụ trong kỵ binh và được nhà nước cấp ngựa. Các tầng lớp khác phải tự trang bị vũ khí từ tài sản cá nhân. Các tầng lớp này được sắp xếp theo giá trị tài sản, với tầng lớp thứ nhất là giàu nhất. Họ có vũ khí tốt nhất, trong khi chất lượng vũ khí giảm dần theo độ giàu. Mô tả cụ thể về vũ khí của Livy và Dionysius nhiều khả năng là suy diễn của sử gia, dựa trên số liệu định mức tài sản hơn là thực tế lịch sử.
Ba tầng lớp đầu có thể là lực lượng bộ binh hoplite ban đầu của La Mã; tầng lớp thứ tư và năm là bộ binh nhẹ; còn proletarii (vô sản) được miễn nghĩa vụ quân sự. Tất cả những phân chia này dựa trên giá trị tài sản gia đình, được xác định qua cuộc kiểm kê dân số (census).
Một giả thuyết do Plinio Fraccaro đưa ra là tổ chức ban đầu của Servius không hề có lão quân, mà chỉ gồm nam giới trong độ tuổi quân sự. Số bách đội của các sơ quân trong ba tầng lớp đầu đúng bằng quy mô một quân đoàn La Mã, cho thấy ban đầu đây là một tổ chức quân sự thực thụ. Chỉ về sau, khi hội đồng chuyển dần sang chức năng chính trị, thì lão quân mới được thêm vào với quyền biểu quyết ngang hàng với các bách đội hiện có. Từ infra classem ("ngoài tầng lớp") khi đó được dùng để chỉ người không đủ tiêu chuẩn phục vụ trong bộ binh hạng nặng.
Rất có thể, việc chia ranh giới giữa tầng lớp và ngoài tầng lớp cũng đánh dấu sự kết thúc vai trò quân sự hội đồng, chuyển sang mang tính chất tài sản (timocratic) và lão quyền (gerontocratic) như giai đoạn sau, khi người giàu và có tuổi kiểm soát nhà nước. Hệ thống bách đội sau đó bị thay thế trong nghĩa vụ quân sự bởi các bộ lạc (tribus) – vốn cũng có hội đồng riêng. Tim Cornell, trong cuốn Beginnings of Rome (1995), cho rằng sự kiện La Mã trả lương cho binh lính năm 406 TCN là điểm chuyển giao, vì điều đó đòi hỏi thu thuế, và thuế có thể đã được chia đều theo từng bách đội, do đó quyền chính trị gắn liền với nghĩa vụ tài chính.

## Quân đội
Mỗi Khu họ tộc cung cấp 100 lính bộ binh, tạo thành một centuria (bách đội), và 10 lính kỵ binh, tạo thành một decuria (thập kị). Như vậy, quân đội La Mã ban đầu bao gồm 3.000 bộ binh, gọi là pedites (bộ binh), và 300 kỵ binh, gọi là équites (kị binh).
Sau này, với cuộc cải cách của Servius Tullius, người La Mã đã thiết lập một cấu trúc quân sự chịu ảnh hưởng lớn từ Hy Lạp, được họ chấp nhận vào giữa thế kỷ VI TCN. Ngoài sự thay đổi lớn trong quân đội, nhà vua còn tái tổ chức quân đội dựa trên tài sản kinh tế từng công dân. Bằng cách đó, nhà vua phân loại công dân thành năm nhóm, tạo cơ hội cho tất cả đàn ông, dù là patricii (quý tộc) hay plebei (bình dân), đều có thể gia nhập quân đội, ngoại trừ những người không đủ khả năng tự trang bị vũ khí.
Servius Tullius chia xã hội La Mã thành năm tầng lớp khác nhau, mỗi tầng lớp liên quan đến quân đội hoặc khả năng kinh tế cá nhân.
1. Tầng lớp thứ nhất gồm các công dân có thu nhập 100.000 as và sở hữu 20 yugadas đất (tương đương 54.000 m²). Gồm 80 bách đội, chia thành 40 bách đội thanh niên (ra trận) và 40 bách đội người lớn tuổi (bảo vệ thành phố). Trang bị quân sự gồm: mũ giáp, áo giáp, giáo, khiên tròn và kiếm — tất cả bằng đồng.
2. Tầng lớp thứ hai gồm những người có thu nhập trên 75.000 as và sở hữu 15 yugadas đất (≈ 40.500 m²). Gồm 20 bách đội và 2 bách đội thợ thủ công tạo thành đơn vị công binh. Trang bị giống tầng lớp đầu nhưng không có áo giáp, khiên dài thay vì khiên tròn. Cũng chia theo độ tuổi như trên.
3. Tầng lớp thứ ba gồm người có thu nhập trên 50.000 as và 10 yugadas đất (≈ 27.000 m²). Gồm 20 bách đội. Trang bị như tầng lớp hai, nhưng không có bảo vệ thân và chân (không có giáp chân và giáp ngực).
4. Tầng lớp thứ tư gồm người có thu nhập từ 25.000–50.000 as và trên 5 yugadas đất (≈ 13.500 m²). Cũng có 20 bách đội. Trang bị chỉ gồm giáo và lao.
5. Tầng lớp cuối cùng gồm 30 bách đội, có thu nhập từ 11.000 as và 2 yugadas đất (≈ 5.400 m²). Trong đó có một bách đội của proletarii (vô sản) hoặc capitecensi (dân đen), là những người không có tài sản, không tham gia chiến đấu, chỉ có thể cung cấp con cái làm quân dự bị. Trang bị chỉ là súng bắn đá và vũ khí ném.

## Kinh tế

### Nông nghiệp và chăn nuôi
Nền kinh tế La Mã cổ đại chủ yếu dựa vào nông nghiệp và chăn nuôi. Khắp thành Rome có nhiều cộng đồng nông nghiệp nhỏ, thường bao gồm nô lệ và nông dân. Tuy nhiên, theo thời gian, người La Mã đã cải tiến kỹ thuật với các công cụ như cày, cối xay hiệu quả hơn (như cối xay lúa), máy ép dầu, kỹ thuật tưới tiêu và phân bón.
Trong khi đó, chăn nuôi là hoạt động tư nhân, và không phổ biến bằng nông nghiệp. Nhưng sau này, nông nghiệp cũng trở thành tài sản tư nhân, với đất canh tác rơi vào tay các gia đình quý tộc.

### Thương mại
Mặc dù nền kinh tế La Mã thời kỳ đó còn đơn giản, nhưng thương mại dần dần được thúc đẩy. Khi chế độ quân chủ La Mã mở rộng, người La Mã bắt đầu giao thương với người Hy Lạp và người Etrusca, từ đó thương nhân La Mã mở rộng hoạt động ra biển Tyrrhenian.

### Tiền xu
Các đồng tiền La Mã lần đầu tiên được sản xuất vào cuối thế kỷ IV trước Công nguyên tại Ý, và việc sử dụng chúng được mở rộng cùng với sự phát triển thương mại. Mặc dù hình thức trao đổi hàng hóa (hàng đổi hàng) vẫn phổ biến hơn, nhưng ngay từ khi vương quốc hình thành, đồng "as" đã được sử dụng làm đơn vị tiền tệ chung cho tất cả các dân tộc ở bán đảo Ý, và trở thành đồng tiền chính thức của vương quốc.